# Ruisseau-des-Mineurs
Ruisseau-des-Mineurs est un territoire non organisé situé dans la municipalité régionale de comté de La Matapédia, dans la région administrative du Bas-Saint-Laurent, au Québec.

## Géographie
La rivière Causapscal traverse la municipalité du nord-ouest, où la rivière Causapscal Sud a sa confluence, vers le sud-ouest. 
À partir de son crénon, dans le centre-ouest, la Petite rivière à la Truite coule vers le nord.
À partir de son crénon, dans le sud-ouest, la rivière Nouvelle coule vers le sud-est.
À partir du lac du Huard, dans le sud-est, la Branche du Lac, un affluent de la rivière Cascapédia, coule vers l'est.
À partir de son crénon, dans le centre de la municipalité, le ruisseau des Mineurs(d) coule vers le nord-est jusqu'à sa confluence avec la Branche du Lac.

## Histoire
Son nom a été officialisé le 13 mars 1986.

## Démographie
Le recensement de 2006 y dénombre 5 habitants. Depuis 2011, la population du territoire est de 0 habitant.
| 2001 | 2006 | 2011 | 2016 | 2021 |
| ---- | ---- | ---- | ---- | ---- |
| 0    | 5    | 0    | 0    | 0    |